# Попов, Валентин Петрович
Валентин Петрович Попов (1894—1976) — советский украинский учёный, доктор географических наук, профессор.

## Биография
Родился 29 апреля 1894 года в городе Рыльске Курской губернии.
В 1913—1915 годах учился в Киевском университете, продолжив обучение в 1916 году в Московском университете, который окончил в 1918 году.
До войны работал специалистом метеорологической секции ученого Комитета Украины в Киеве. Затем был руководителем отдела агрометеорологии Млиевской опытной станции, руководителем лаборатории агрометеорологии Украинского НИИ овощеводства, руководителем отдела агрометеорологии Бориспольской научно-исследовательской геофизической обсерватории. Также работал начальником агрометеорологической станции в Алма-Ате, Казахская ССР.
Был участником Великой Отечественной войны. В 1943 году защитил докторскую диссертацию на тему «Баланс влаги в почве и его географические коэффициенты». в 1944—1953 годах руководил Киевской геофизической обсерваторией гидрометеорологической службы Украинской ССР. Также работал в Киевском государственном университете, где с 1948 по 1952 год был руководителем отдела физической географии научно-исследовательского института географии. С 1952 года — профессор кафедры метеорологии и климатологии географического факультета, в 1953—1974 годах был заведующим кафедрой, читал курсы «Климатология» и «Метеорология».
Сфера научных исследований В. П. Попова: проблемы физико-географического районирования Украины, вопросы агрометеорологии и агроклиматологии. Изобрел в 1940 году почвенный испаритель-лизиметр, создал холодильник для промораживания озимых культур и раздвижной вегетационный домик для изучения расхода воды на транспирацию растений.
Он был автором 3 изобретений и более 60 научных работ, в числе которых:
- Почвенная влага и методы её изучения. — Москва, 1928.
- Методика и материалы по изучению почвенной влаги: Монография. — Киев, 1932.
- Баланс влаги в почве и показатели сухости климата УССР: Монография. — Киев, 1944.
- Физико-географическое районирование Украинской ССР: Монография. — Киев, 1968.
- Климат и агроклиматическое районирование УССР и СССР / Национальный атлас. — Киев, 1972. Том І (в соавторстве).

Умер 6 сентября 1976 года в Киеве.
Был награждён медалями, в числе которых «За Победу над Германией в Великой Отечественной войне 1941—1945 гг.».